# 木村邦博
木村 邦博（きむら くにひろ、1958年 - ）は、日本の社会学者。東北大学名誉教授。博士（文学）（東北大学）。

## 略歴
静岡県生まれ。1977年静岡県立静岡高等学校、1981年東北大学法学部卒業、1988年同大学院文学研究科社会学専攻博士後期単位取得退学、2000年博士（文学）。1988年新潟大学人文学部助手（社会学）。1991年静岡大学人文学部助教授。1995年東北大学文学部助教授、2008年文学研究科教授。2024年東北大学名誉教授。東北大学文学研究科・文学部非常勤講師。

## 著書
- 木村邦博『大集団のジレンマ : 集合行為と集団規模の数理』ミネルヴァ書房〈MINERVA社会学叢書〉、2002年。ISBN 4623035166。国立国会図書館書誌ID:000003635089。
- 木村邦博『日常生活のクリティカル・シンキング : 社会学的アプローチ』河出書房新社、2006年。ISBN 4309243908。国立国会図書館書誌ID:000008283308。

### 共編著
- 『考える社会学』小林淳一共編著 ミネルヴァ書房 1991
- 『数理の発想でみる社会』小林淳一共著 ナカニシヤ出版 1997

### 翻訳
- M.ヘクター『連帯の条件 合理的選択理論によるアプローチ』小林淳一, 平田暢共訳 ミネルヴァ書房 (Minerva社会学叢書 2003
- John Haigh『確率 不確かさを扱う』 (サイエンス・パレット）丸善出版 2015